# Aeropuerto Internacional Greater Rochester
El Aeropuerto Internacional Frederick Douglass Greater Rochester (en inglés, Frederick Douglass Greater Rochester International Airport) (IATA: ROC, OACI: KROC, FAA LID: ROC) es un aeropuerto público ubicado en la ciudad de Rochester, Nueva York, a 4.8 km (3 millas) al suroeste del centro, en el Condado de Monroe, Nueva York, Estados Unidos. Es propiedad del condado de Monroe y está operado por éste. El aeropuerto alberga al 642.º Batallón de Apoyo Aéreo, parte de la 42.ª División de Infantería.

## Historia
El emplazamiento del Aeropuerto Internacional Greater Rochester, originalmente conocido como Britton Field, se utilizó con fines aeronáuticos desde 1919. La Rochester Aircraft Corporation lanzó su primer vuelo de pasajeros desde Britton Field el 18 de agosto de 1919. El Curtiss JN-4 de dicha aerolínea fue pilotado por Earl F. Beers. En aquel entonces, la única manera de llegar al campo era en coche o tomando el tranvía de Genesee Street hasta el final y caminando el resto del trayecto.
La era moderna del Aeropuerto Internacional de Greater Rochester comenzó en 1927, con la construcción del Hangar n.º 1 en un terreno al sur de Rochester, en Scottsville Road. Ese mismo año se realizaron los primeros vuelos regulares de pasajeros entre la ciudad de Nueva York y Rochester. En 1928, el nombre se cambió a Aeropuerto Municipal de Rochester y se completaron más obras, incluyendo mejoras en las pistas y el sistema de drenaje, así como en el Hangar n.º 2. Tras la Segunda Guerra Mundial, el aeropuerto experimentó un período de expansión gracias al aumento del volumen de pasajeros, la frecuencia de vuelos y la formación de pilotos civiles. Se creó una escuela de formación de vuelo con casi 1000 alumnos.
El 1 de enero de 1948, el condado de Monroe tomó posesión y control del aeropuerto. El condado realizó numerosas mejoras, incluyendo una pista instrumental de 1500 metros (5000 pies) de longitud, una ampliación de la pista norte-sur de 810 m (2670 pies) a 1500 m (5000 pies) e instalaciones administrativas en la avenida Brooks.
El servicio de jets comenzó en ROC en 1965 en los Boeing 727 de American Airlines, pero las dos pistas más largas, la 10-28 (5500 pies [1700 m]) y la 1-19 (5000 pies [1500 metros]) eran cortas para jets. En 1967, el condado de Monroe construyó la pista 4-22, inicialmente de 7000 pies (2100 metros) y ampliada en 1969 a 8002 pies (2439 m) (evitando el umbral de 8000 pies [2400 metros] requerido para la certificación CAT III). La 10-28 sigue siendo la pista de viento cruzado. La pista 7-25, de 4000 pies (1200 metros) de longitud, es utilizada por aeronaves más pequeñas.

## Instalaciones
El aeropuerto abarca una superficie de 460 hectáreas (1,136 acres), se localiza a una altitud de 170 m (559 pies). Cuenta con tres pistas: una principal (04/22)) de 2,439 metros de largo y 46 metros de ancho; una de aviación general (07/25) de 1,219 metros de largo y 30 de ancho; y una de vientos cruzados (10/28) de 1,951 metro de largo y 46 metros de ancho. Las pistas 4, 22 y 28 cuentan con Sistema de Aterrizaje Instrumental (ILS); la pista 4 cuenta con un ILS Categoría II.

## Aerolíneas y destinos

### Pasajeros
| Aerolíneas         | Destinos |
| ------------------ | --- |
| Allegiant Air      | Estacional: Punta Gorda (FL) |
| American Airlines  | Charlotte |
| American Eagle     | Boston, Chicago–O'Hare, Filadelfia, Washington–National Estacional: Miami |
| Avelo Airlines     | Charlotte/Concord, Lakeland, Nashville, Raleigh/Durham, Wilmington |
| Breeze Airways     | Charleston (SC), Myrtle Beach (inicia el 2 de octubre de 2025), Raleigh/Durham, Tampa (inicia el 1 de octubre de 2025) Estacional: Fort Myers (inicia el 8 de enero de 2026) |
| Delta Air Lines    | Atlanta |
| Delta Connection   | Detroit, Nueva York–JFK, Nueva York–LaGuardia |
| JetBlue Airways    | Nueva York–JFK |
| Southwest Airlines | Baltimore, Las Vegas, Orlando, Tampa De temporada: Chicago–Midway, Fort Myers                                                                                                |
| Spirit Airlines    | Fort Lauderdale, Orlando Estacional: Myrtle Beach |
| United Airlines    | Chicago–O'Hare, Newark |
| United Express     | Chicago–O'Hare, Newark, Washington–Dulles |

### Carga
| Aerolíneas        | Destinos |
| ----------------- | --- |
| Aeronaves TSM     | Laredo, Louisville, Saltillo, Shreveport, Toledo, Ypsilanti                                                                                        |
| FedEx Express     | Baltimore, Boston, Chicago–O'Hare, Columbus–Rickenbacker, Filadelfia, Flint, Indianápolis, Memphis, Newark, Washington–Dulles Estacional: Hartford |
| FedEx Feeder      | Elmira |
| Kalitta Charters  | Cincinnati |
| Quest Diagnostics | Niagara Falls, Syracuse |
| USA Jet Airlines  | Laredo, Ypsilanti |

## Estadísticas

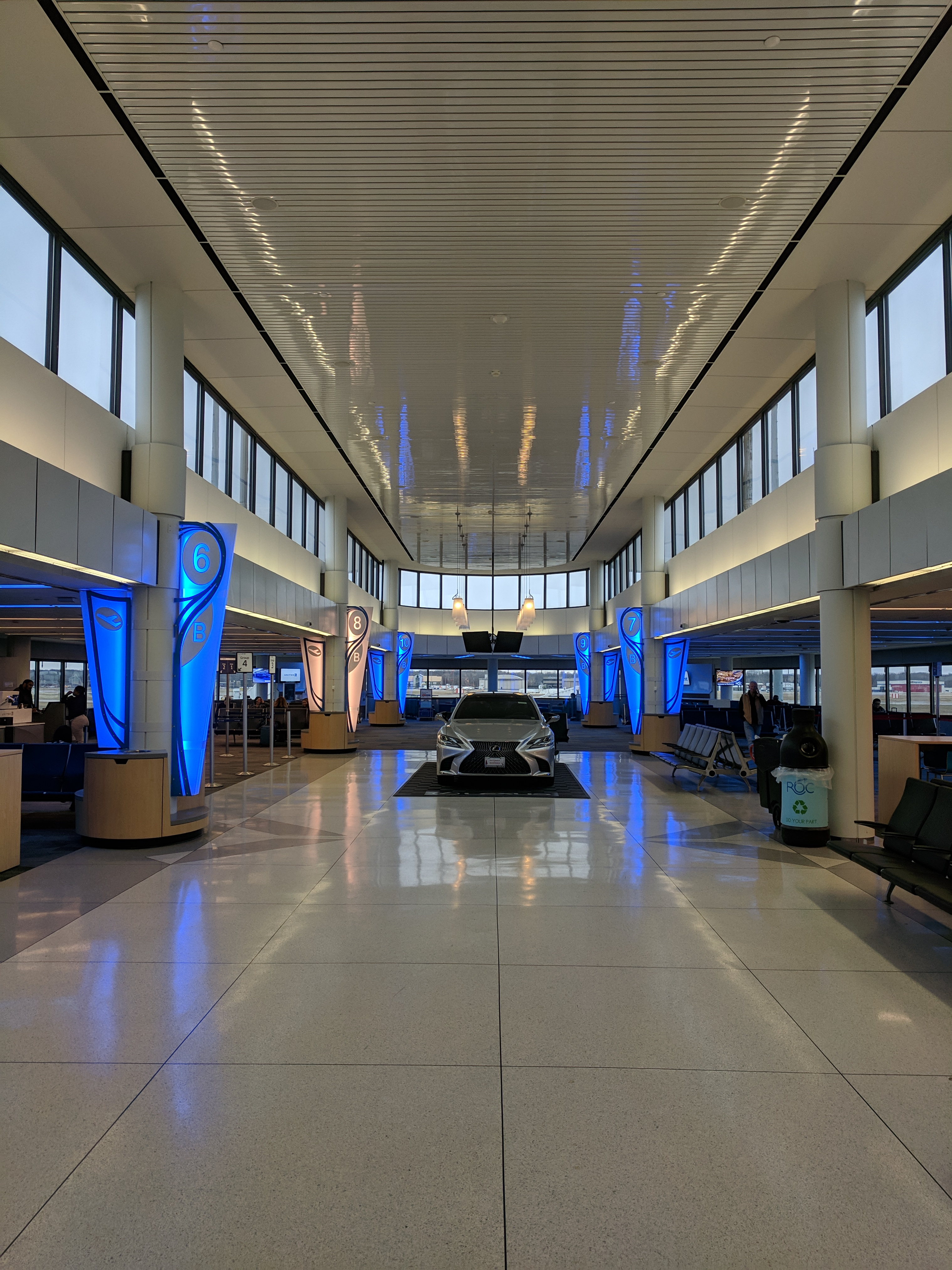
Sala B del aeropuerto.

### Tráfico anual
| Año  | Pasajeros Totales | % Cambio    |
| ---- | ----------------- | ----------- |
| 2002 | 2,055,000         | Sin cambios |
| 2003 | 2,458,000         | 19.61%      |
| 2004 | 2,717,000         | 10.54%      |
| 2005 | 2,889,000         | 6.33%       |
| 2006 | 2,822,000         | 2.32%       |
| 2007 | 2,838,000         | 0.57%       |
| 2008 | 2,679,000         | 5.60%       |
| 2009 | 2,538,000         | 5.26%       |
| 2010 | 2,515,000         | 0.91%       |
| 2011 | 2,364,000         | 6.00%       |
| 2012 | 2,394,000         | 1.27%       |
| 2013 | 2,402,000         | 0.33%       |
| 2014 | 2,339,000         | 2.62%       |
| 2015 | 2,345,000         | 0.26%       |
| 2016 | 2,356,000         | 0.47%       |
| 2017 | 2,391,000         | 1.49%       |
| 2018 | 2,540,000         | 6.23%       |
| 2019 | 2,544,000         | 0.16%       |
| 2020 | 831,000           | 67.33%      |
| 2021 | 1,532,000         | 84.36%      |
| 2022 | 2,316,000         | 51.17%      |
| 2023 | 2,646,000         | 14.25%      |
| 2024 | 2,653,000         | 0.26%       |